# Hylotelephium viride
Hylotelephium viride är en fetbladsväxtart som först beskrevs av Tomitaro Makino, och fick sitt nu gällande namn av Tatsuyuki Ohba. Hylotelephium viride ingår i släktet kärleksörter, och familjen fetbladsväxter. Inga underarter finns listade i Catalogue of Life.